# Castéra-Lectourois
Castéra-Lectourois – miejscowość i gmina we Francji, w regionie Oksytania, w departamencie Gers.
Według danych na rok 1990 gminę zamieszkiwało 241 osób, a gęstość zaludnienia wynosiła 13 osób/km² (wśród 3020 gmin regionu Midi-Pireneje Castéra-Lectourois plasuje się na 822. miejscu pod względem liczby ludności, natomiast pod względem powierzchni na miejscu 613.).